# ゲラニオールデヒドロゲナーゼ
ゲラニオールデヒドロゲナーゼ（geraniol dehydrogenase）は、ゲラニオール分解酵素の一つで、次の化学反応を触媒する酸化還元酵素である。
ゲラニオール + NADP+ {\displaystyle \rightleftharpoons } ゲラニアール + NADPH + H+
反応式の通り、この酵素の基質はゲラニオールとNADP+、生成物はゲラニアールとNADPHとH+で、組織名はgeraniol:NADP+ oxidoreductaseである。